# 2084 : la fin du monde

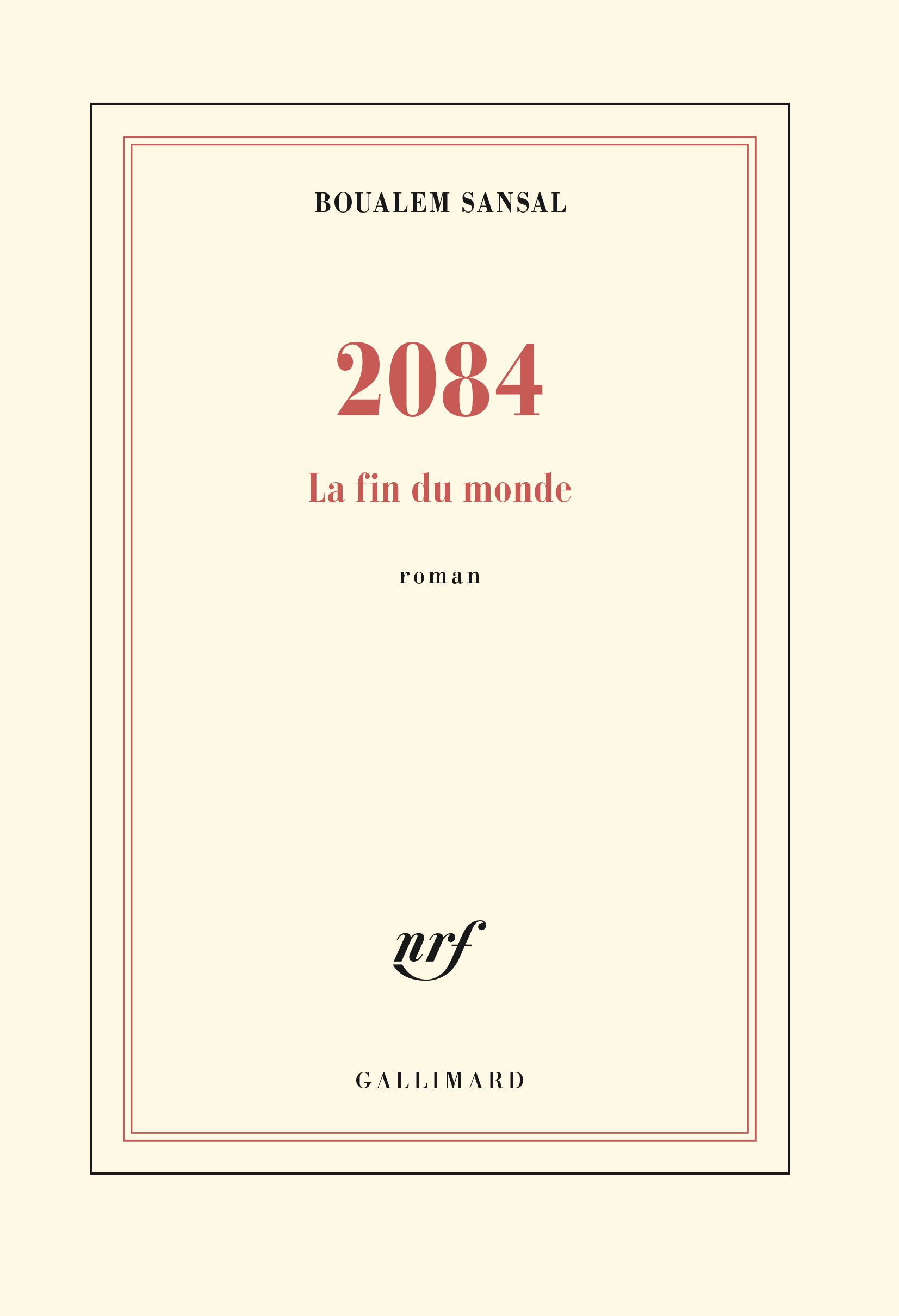

2084 : la fin du monde est un roman de Boualem Sansal paru le 20 août 2015 aux éditions Gallimard et ayant conjointement reçu, avec Les Prépondérants de Hédi Kaddour, le Grand prix du roman de l'Académie française ainsi que le prix du meilleur livre de l'année 2015 par le magazine Lire.

## Résumé
L’Abistan, immense empire, tire son nom du prophète Abi, « délégué » de Yölah sur terre. Son système est fondé sur l’amnésie et la soumission au dieu unique. Toute pensée personnelle est bannie, un système de surveillance omniprésent permet de connaître les idées et les actes déviants. Officiellement, le peuple unanime vit dans le bonheur de la foi sans questionnement. 
La religion contrôle les individus dans leur vie la plus intime. La pensée est réduite par l'instauration d'une langue unique, l’abilang, limitant la longueur des mots, mais, malgré tout, le personnage principal, Ati, va sentir en lui l'appel de la liberté et chercher à comprendre s'il existe autre chose sur la terre.
L'action se déroule dans cet empire d'Abistan, qui se prétend être toute la terre et au commencement de l'histoire, en 2084, car rien ne pouvait exister avant. Le personnage central, Ati, met en doute les certitudes imposées. Il va découvrir l’existence d’un peuple de renégats, qui vit dans des ghettos, sans le recours de la religion… 
L'intrigue se noue autour de la découverte d'un village ancien par un archéologue, Nas, qui remettrait en cause l'histoire d'Abistan. La puissance d'Abi est de réécrire l'histoire pour la faire sienne et de convertir le village en lieu de pèlerinage, permettant à quelques fratries du pouvoir de s'enrichir par la venue des fidèles.  
Ati, confronté à cette histoire, va entreprendre, avec son ami Koa, un voyage à travers les quartiers d'Abistan, pour s'affranchir de la soumission à l'ignorance et découvrir l'origine du Gkabul (le Livre saint), qui est le remède qui tue.

## Personnages
- Abi : délégué de Yölah sur terre
- Ati : personnage principal, se met à douter et part à la recherche de la vérité
- Koa : compagnon d'Ati, il l'accompagne dans sa recherche
- Nas : archéologue qui a fait une importante découverte, menaçante pour l'histoire officielle
- Toz : puissant dirigeant de l'Abistan, qui va aider Ati
- Yölah : Dieu

## Réception critique

### Critiques positives
Pour l'Express, « Fable, parabole, pamphlet, roman total d'une dictature sans Histoire porté par une plume fantasmagorique, 2084 méduse le lecteur », tandis que pour Libération, « le lecteur finira lui aussi par être emporté par le flot de Sansal pour couler à pic dans le cauchemar que nous fait vivre 2084 ». Michel Abescat dans Télérama considère que « la fable est puissante, l'humour, ravageur, le propos, glaçant. 2084 est un livre hors du commun, une mise en garde adressée par l'auteur à ceux qui, selon lui, sous-estiment le danger islamiste ».

### Critiques neutres
Pour l'Obs, « En tant que fable, 2084 souffre d’un didactisme qui rend le récit abstrait, et empêche de s’intéresser au sort des personnages. Le texte est en revanche porté par une joie du sacrilège ».

### Critiques négatives
Pour Paris Match, « Dans vingt ans, quand les eaux islamophobes de France auront regagné leur lit, on se demandera comment on a pu s’emballer pour un thriller aussi lent. ».

## Éditions
- Éditions Gallimard, coll. « Blanche », 2015, 274 p.  (ISBN 978-2-07-014993-3)
- Éditions Gallimard, coll. « Folio » no 6281, 2017, 336 p.  (ISBN 978-2-07-271398-9)